# Rizelmine
Rizelmine (りぜるまいん Rizerumain?) es un manga creado por Yukiru Sugisaki. El manga fue traducido y publicado en los Estados Unidos por TOKYOPOP en agosto de 2005. Fue adaptado a un anime dividido en dos temporadas (ambas contienen 12 episodios cada una). La primera temporada de Rizelmine, fue transmitida en la primavera boreal de 2002, mientras que la segunda, en el otoño boreal de ese mismo año.

## Argumento
Tomonori Iwaki es un estudiante de 15 años a quien le atraen las mujeres mayores. Habiendo descubierto que su maestra (de la cual está profundamente enamorado) ya tiene planes próximos para casarse, esto hace que se deprima bastante. Al regresar a su casa encuentra, que ha sido forzado por el "poder nacional" a casarse con una niña de 12 años llamada Rizel, quien es la primera creación del gobierno en sus experimentos para la creación de un humano mediante la ingeniería genética. A cambio de este matrimonio "experimental", el gobierno les pagará los gastos, deudas y necesidades en el hogar. Siendo el trato hecho por los padres de Tomonori (sin contar con el consentimiento de éste), Rizel y sus agentes del servicio secreto conocidos como Papá A, Papá B y Papá C, se mudan rápidamente a la casa de Tomonori para llevar a cabo el trato.
Las lágrimas de Rizel contienen una sustancia muy parecida a la nitroglicerina, lo cual al hacer llorar a Rizel, esta causa grandes explosiones que generan la necesidad de las constantes reparaciones en la casa de los Iwaki. Rizel con la ayuda de sus "Papás", intentará ganarse el amor de Tomonori. Sin embargo, Tomonori aún sigue enamorado de su maestra.

## Personajes
Tomonori Iwaki (岩城友紀?)
Seiyū: Kappei Yamaguchi
Tomonori es un muchacho de 15 años que cursa el tercer año de secundaria, a quien le atraen las mujeres mayores. Una de ellas es su profesora, Natsumi Ibata. Él ha sido forzado a casarse con Rizel por orden del gobierno. Esto causará los celos de sus amigos que lo apodan lolicon, entre otros. Es tremendamente enojable y suele enfurecerse con facilidad. Es muy grosero con Rizel pues no siente ninguna atracción por ella y le molesta que esta se comporte muy cariñosa con él, sin embargo comienza a tomarle cariño y a veces sin querer suele aceptar que es su esposa en sus ataques de furia.
Rizel (りぜる Rizeru?)
Seiyū: Rie Kugimiya
Rizel es un proyecto secreto por parte del gobierno. su crecimiento se detuvo a los 12 años, por lo que aparenta tener esa edad. cada vez que se ponga triste y llore, botará un líquido el cual al tener contacto con el suelo causará una explosión. Ella es considerada linda y amigable por varios de sus compañeros de clase, luego de transferirse a la escuela de Tomonori e ingresar a su misma clase. Hojoin Ryunosuke la persigue constantemente, debido a la inocencia que tiene ella.Acosa mucho a Tomonori y lo quiere mucho, y no toma muy en serio que este no la quiera a él.
Kyōko Yachigusa (八千草響子?)
Seiyū: Rie Tanaka
Kyōko es dos años mayor que Tomonori y está enamorada de él. Ella es la hija de Papá C. Tomonori la salvó en un incidente con su bicicleta hace un par de años, y debido a ello siente un cariño especial hacia él. Ella es muy tímida y por ello le ha tomado dos años para confesar su amor a Tomonori. Posee una fuerza sobrehumana y debe usar un tipo de gafas especiales para dominar su verdadera personalidad, completamente distinta a la que posee siempre. 
Ryunosuke Hojoin (鳳凰院龍之介?)
Seiyū: Chihiro Suzuki
Tiene la misma edad que Tomonori y se enamoró de Rizel a primera vista. Es multimillonario. Su hobbie incluye coleccionar bragas con una estampa de osito, debido a ello suele usar a Rizel para sus intenciones personales. A diferencia de Tomonori no le agradan las mujeres mayores, prefiere las chicas menores y le asustan las chicas con busto grande.
Papa A, B, C (パパA,B,C?)
Seiyūs: Hajime Iijima, Toshitaka Shimizu, Takashi Matsuyama respectivamente
Los papás son un grupo de tres personajes que protegen a Rizel desde su llegada a la casa de Tomonori. Sus nombres no son revelados debido a ello se nombran a sí mismos Papá A, Papá B y Papá C.
Mama A, B, C (ママA,B,C?)
Seiyūs: Yuuko Kagata, Yuna Iwaki, Eri Satoh respectivamente
Ellas son llamadas Mamá A, Mamá B, y Mamá C. Mientras Papa A, B y C cuidan y protegen a Rizel, ellas se encuentran en el laboratorio, supervisando sus emociones, analizando también que se quede con Tomonori, para que finalice el "Proyecto Rizelmine".
Aoi Seimoto (聖本あおい?)
Seiyū: Masumi Asano
Aoi es la amiga de la infancia de Tomonori y mejor amiga de Rizel. Es la presidenta de la clase y está enamorada de Ryunosuke. Ella es generalmente madura para su edad, aunque suele bromear a menudo a Tomonori sobre sus sentimientos hacia la profesora y ayuda a menudo a Rizel para que se gane el corazón de Tomonori.
Natsumi Ibata (井端菜摘?)
Seiyū: Yūko Nagashima
La profesora de la clase 3-B, de quien está enamorado Tomonori. Infortunadamente para él, ella está comprometida. Pero eso no le impedirá intentar confesarle sus sentimientos.

## Contenido de la obra
Creado por Yukiru Sugisaki, el manga Rizelmine se publicaba mensualmente en la revista Ace Next de la editora Kadokawa Shoten. Cuenta con único tankobon publicado en marzo de 2002 (ISBN 4-04-713490-2).
Dirigido por Yasuhiro Muramatsu y realizado por lo estudios IMAGIN, m.o.e. y Madhouse Studios, la serie de anime se estrenó por la cadena televisiva Kids Station el 2 de abril de 2002 hasta el 25 de junio con 12 episodios. Los doce episodios faltantes se transmitieron durante el otoño boreal desde el 5 de octubre hasta 21 de diciembre de ese mismo año.
Tanto el opening, "Hajimete Shimasho" (はじめて♡しましょ?), como los endings — "Honki Power no Dasshu!" (ほんきパワーのだっしゅ! Honki Pawā no Dasshu!?) y "Danna-sama e" (ダンナさまへ♡?) — fueron interpretados por la seiyū de Rizel, Rie Kugimiya, compuestos por Naruhisa Arakawa.
| #  | Título | Estreno                 |
| -- | --- | ----------------------- |
| 1  | «¡De repente! ¿¡Mi joven esposa!?» «Totsuzen! Osana na Tsuma!?» (突然！ 幼な妻！？)                                                                                         | 2 de abril de 2002      |
| 2  | «¡Monopolio! ¿¡Hora de ser adulto!?» «Dokusen! Otona no Jikan!?» (独占！ 大人の時間！？)                                                                                    | 9 de abril de 2002      |
| 3  | «¡Vaya por él! ¿¡Dos personas en un futón!?» «Mezase! Futari de Ofuton In!?» (めざせ！ 2人でおふとんイン！？)                                                               | 16 de abril de 2002     |
| 4  | «¡Valiente! ¿¡Abrazada y feliz!?» «Daitan! Takarete Happī!?» (大胆！ 抱かれてハッピー！？)                                                                                  | 23 de abril de 2002     |
| 5  | «¡Lo hicimos! ¿¡Vayamos juntos!?» «Yattane! Isshoni Itchatta!?» (やったね！ 一緒にイッちゃった！？)                                                                         | 30 de abril de 2002     |
| 6  | «¡SOS! ¿¡Peligro después de clase?!» «SOS! Abunai Hōkago!?» (S・O・S！ あぶない放課後！？)                                                                                  | 14 de mayo de 2002      |
| 7  | «¿Rival? ¡Estudiante de pechos grandes!» «Raibaru? Chichi deka Joshikōsei!» (ライバル？ ちちでか女子高生！)                                                                 | 21 de mayo de 2002      |
| 8  | «¿¡Por la fuerza!? ¡Cinco segundos antes de unirse!» «Chikara zuku!? Gattai Go Byō mae!» (チカラずく！？ 合体五秒前！)                                                      | 28 de mayo de 2002      |
| 9  | «¿¡Primera experiencia!? ¡Lo tengo!» «Shotaiken!? Atashi ga Kaichatta!» (初体験！？ あたしが抱いちゃった！)                                                                 | 4 de junio de 2002      |
| 10 | «¡Pánico por una carta de amor! ¿¡Dilema de amor!?» «Rabu Retā Panikku! Koi no Itabasami!?» (ラブレターパニック！ 恋の板挟み！？)                                           | 11 de junio de 2002     |
| 11 | «¡Es el verano! ¡Es la playa! ¿¡Puntería para ella, el legendario beso!?» «Natsu da! Umi da! Mezase densetsu no Kisu!?» (夏だ！ 海だ！ めざせ伝説のキス！？)                | 18 de junio de 2002     |
| 12 | «¡La puerta a la adultez! ¿¡Primera vez que lo alcanza C!?» «Otona e no Tobira! Hajimete no C!?» (オトナへの扉！ 初めてのC！？)                                             | 25 de junio de 2002     |
| 13 | «Hafūn, ¿¡la gran transformación a adulta!?» «Hafūn♥ Adaruto Guzzu de Daihenshin!?» (はふーん♥ アダルトグッズで大変身！？)                                                  | 5 de octubre de 2002    |
| 14 | «¡Pondré mi vida en la línea! Uffun mi primera cita» «Inochi Kakemasu! Uffun Hatsu Dēto♥» (命かけます！ うっふん初デート♥)                                                  | 12 de octubre de 2002   |
| 15 | «¡No muera Danna-sama! ¡Gota seria de energía!» «Shinanaide Danna-sama!! Honki Pawā no Dasshu!» (死なないでダンナさま！！ ほんきパワーのだっしゅ！)                         | 19 de octubre de 2002   |
| 16 | «Viaje escolar al oeste... ¿¡Repentinamente una doble cita!?» «Shūgaku Ryokō, Nishi e... Miwaku no Daburyū Dēto!?» (修学旅行、西へ… 魅惑のWデート！？)                      | 26 de octubre de 2002   |
| 17 | «Viaje escolar al oeste... ¿¡Repentinamente doble adulterio!?» «Shūgaku Ryokō, Nishi e... Miwaku no Daburyū Furin!?» (修学旅行、西へ… 魅惑のW不倫！？)                      | 2 de noviembre de 2002  |
| 18 | «Viaje escolar al oeste... ¿¡Battalla de intercambio de parejas!?» «Shūgaku Ryokō, Nishi e... Miwaku no Batorusu Wappingu!?» (修学旅行、西へ… 魅惑のバトルスワッピング！？) | 9 de noviembre de 2002  |
| 19 | «Otona no C ♥ Yō na Tsuma nani ga Okottaka!?» (オトナのC♥ 幼な妻に何が起こったか！？)                                                                                       | 16 de noviembre de 2002 |
| 20 | «¿¡Piel joven se tocan!? ¡Nuestra primera noche!» «Fure au Yawahada!? Hafu hafu hatsu Shoya!» (ふれあう柔肌！？ はふはふはつ初夜！)                                         | 23 de noviembre de 2002 |
| 21 | «¡Pues la pasión nos toma! ¡El amor es todo!» «Yokubō no Omomukumama ni! Ai kososubete!» (欲望の赴くままに！！ 愛こそすべて！)                                              | 30 de noviembre de 2002 |
| 22 | «¡¡Cambio de actitud!! ¿¡Lo haces y todo acaba!?» «Taido Hyōhen!! Yatchattara Sore madeyo!?» (態度豹変！！ やっちゃったらそれまでよ！？)                                    | 7 de diciembre de 2002  |
| 23 | «¡¡Situación crítica!! Tumulto de una bella mujer» «Issho Kusokuhatsu!! Hafūn Bishōjo Dairansen♥» (一触即発！！ はふ～ん美少女台乱戦♥)                                      | 14 de diciembre de 2002 |
| 24 | «¡Hacerlo por primera vez! ¡Empecemos!» «Hajime♥♥♥masho!» (はじめ♥♥♥ましょ！)                                                                                               | 21 de diciembre de 2002 |